# コロンナ岬の戦い
コロンナ岬の戦い (コロンナみさきのたたかい、ドイツ語: Schlacht am Kap Colonna)またはスティーロの戦い (英語: Battle of Stilo)は、982年7月13日および14日に、イタリア南部カラブリアのクロトーネ付近で、神聖ローマ皇帝オットー2世・ランゴバルド系諸侯によるキリスト教連合軍と、カルビ朝のアブル＝カースィム率いるシチリア首長国軍が衝突した戦闘。キリスト教軍はアブル＝カースィムを戦死させたものの、反撃を受けて包囲され、多数の聖俗諸侯が戦死する大敗北を喫した。

## 背景
アブル＝カースィムはドイツ人に対するジハードを宣言して南イタリアを北上していたが、ロッサーノまでやってきたオットー2世の軍勢が予想外に多いことを知り後退を始めた。偵船からの知らせでこれを知ったオットー2世は、6月に皇后テオファーヌや息子オットー（後の3世）、それに物資や皇帝の宝物をロッサーノにおいて、メッツ司教ディートリヒに後を託し、シチリア軍を追撃した。逃げられないと悟ったアブル＝カースィムは、クロトーネ南東のコロンナ岬に布陣して会戦を挑んだ。

## 戦闘
戦闘が始まると、神聖ローマ帝国の重騎兵がシチリア軍の中央を崩壊させ、敵本陣にまで至った。この時アブル＝カースィムは討ち取られたが、シチリア軍は完全には崩れず、逆に山に隠れていた5000人ほどの別動隊を動かして神聖ローマ帝国軍を包囲した。勝利に酔って敵の死体から装備を掠奪していた神聖ローマ帝国軍は、奇襲を受けてパニックに陥った。歴史家のイブン・アスィールによれば、神聖ローマ帝国軍の死者は4000人に上った。その中には、ベネヴェント公ランドルフォ4世やアウクスブルク司教ハインリヒ1世、マイセン辺境伯ギュンター、フルダ修道院長、ほか19名のドイツ人の伯が含まれていた。またヴェルチェッリ司教ペトルスなどは捕虜となり、エジプトのファーティマ朝の宮廷まで連行された。オットー2世は命からがら脱出して海に飛び込み、泳いでギリシア人の商船にたどりついて助けられた。この遠征中、オットー2世は東ローマ帝国とも対立していたので船では素性を隠そうとしたが、最終的に自ら正体を明かしたうえで、コンスタンティノープルの皇帝のもとに赴く前にロッサーノで皇后と合流し財貨を携えていきたいといって船員を説き伏せた。船がロッサーノにつくと、オットー2世は船上で船員とメッツ司教ディートリヒが身代金交渉している隙に海に飛び込み、泳いでロッサーノの街に生還した。その後、オットー2世は11月12日にようやくローマに帰還した。
レオポルト・フォン・ランケは、この戦いを「ドイツ王国にとってのカンナエ」と評している。

## その後
生還した神聖ローマ帝国軍の兵も、多くが南イタリアから持ち帰ったマラリアで落命した。逃げるように北方へ向かったオットー2世は、翌983年5月27日の聖霊降臨祭に、ヴェローナで北イタリアの主だった大貴族を集め帝国会議を開いた。戦争の結果を伝えるためオットー2世の甥であるシュヴァーベン大公オットー1世がドイツに向かったが、彼はその途上で戦傷がもとでルッカで死去した。皇帝の敗北という惨劇の報は、間もなくブリテン島のウェセックス王国にまで届いた。ドイツからはザクセン公ベルンハルト1世がヴェローナ会議に出席するためイタリアに向かっていたが、ザクセンがデーン人の侵攻を受けたためやむなく引き返した。ヴェローナ議会では、オットー2世の幼少の息子オットーをイタリア王に選出する確約と、ドイツからイタリアへの援軍増派を決定した。オットー2世はこのイタリア遠征から帰らぬまま、翌年12月7日に没した。
コロンナ岬での大敗北は南イタリアのキリスト教諸国に激震をもたらした。ベネヴェント公ランドルフォ4世のみならず、その兄弟のサレルノ公パンドルフォ2世やアテヌルフも戦死してしまったからである。カプアとベネヴェントは同じランドルフォ家の一族が継いだが、サレルノはアマルフィ公マンソーネ1世に奪われた。カリビ朝軍もアミールを失ったことでシチリアに撤退したものの、南イタリアにはイスラーム勢力が足がかりを残し、ギリシア人やランゴバルド人を脅かした。
ドイツでは、皇帝の敗北を知ったエルベ川・オーデル川間のスラヴ人がレダーリ族を中心にリュティチ同盟を結び、異教に戻って大反乱を起こした。彼らはブランデンブルクとハーフェルベルクの司教座を掠奪破壊し、ハンブルクもオボリート族の侯ミスティヴォイに襲われ灰燼に帰した。マグデブルクへの侵攻は大司教ギーゼラーにより食い止められたものの、スラヴ人のドイツ化・キリスト教化はエルベ川線まで大きく後退した。